# Eleccions parlamentàries finlandeses de 1983
Les eleccions parlamentàries finlandeses del 1983 es van celebrar el 20 de març de 1983. El partit més votat fou el socialdemòcrata i el seu cap Kalevi Sorsa fou nomenat primer ministre de Finlàndia.

## Resultats
|                          |                                            |           |        |          |     |  |
| Partit                   | Partit                                     | Vots      | %      | Escons   | +/– |  |
|                          | Partit Socialdemòcrata                     | 795,953   | 26.71  | 57 / 200 | 5   |  |
|                          | Partit de la Coalició Nacional             | 659,078   | 22.12  | 44 / 200 | 3   |  |
|                          | Partit del Centre - Partit Popular Liberal | 525,207   | 17.63  | 38 / 200 | 2   |  |
|                          | Lliga Democràtica Popular Finlandesa       | 400,930   | 13.46  | 26 / 200 | 9   |  |
|                          | Partit Rural Finlandès                     | 288,711   | 9.69   | 17 / 200 | 10  |  |
|                          | Partit Popular Suec                        | 137,423   | 4.61   | 10 / 200 | 1   |  |
|                          | Lliga Cristiana                            | 90,410    | 3.03   | 3 / 200  | 6   |  |
|                          | Verds                                      | 43,754    | 1.47   | 2 / 200  | Nou |  |
|                          | Partit Popular Constitucional              | 11,104    | 0.37   | 1 / 200  | 1   |  |
|                          | Coalició d'Åland                           | 9,458     | 0.32   | 1 / 200  | =   |  |
|                          | Lliga per a la Democràcia Civil            | 2,335     | 0.08   | 0 / 200  | Nou |  |
|                          | Altres                                     | 15,331    | 0.51   | 1 / 200  | 1   |  |
| Total                    | Total                                      | 2,979,694 | 100    | 200      | =   |  |
|                          |                                            |           |        |          |     |  |
| Vots vàlids              | Vots vàlids                                | 2,979,694 | 99.56  |          |     |  |
| Invàlids / en blanc      | Invàlids / en blanc                        | 13,276    | 0.44   |          |     |  |
| Vots totals              | Vots totals                                | 2,992,970 | 100.00 |          |     |  |
| Votants Registrats       | Votants Registrats                         | 3,951,932 | 75.73  |          |     |  |
| Font: Tilastokeskus 2004 |                                            |           |        |          |     |  |